# Игенчеляр (Оренбургская область)
Игенчеляр — посёлок в Асекеевском районе Оренбургской области. Входит в состав Старомукменевского сельсовета.

## География
Посёлок находится на расстоянии примерно 15 км к востоку от села Асекеево, административного центра района.

### Часовой пояс
Посёлок Игенчеляр, как и вся Оренбургская область, находится в часовой зоне МСК+2. Смещение применяемого времени относительно UTC составляет +5:00.

## Население
| 2010 |
| ---- |
| 0    |

### Национальный состав
Согласно результатам переписи 2002 года, в национальной структуре населения татары составляли 100 % из 3 чел.